# Джексон (Мічиган)
Джексон (англ. Jackson) — місто (англ. city) в США, в окрузі Джексон штату Мічиган. Населення — 31 309 осіб (2020).

## Географія
Джексон розташований за координатами 42°14′36″ пн. ш. 84°24′8″ зх. д. / 42.24333° пн. ш. 84.40222° зх. д. (42.243454, -84.402254).  За даними Бюро перепису населення США в 2010 році місто мало площу 28,45 км², з яких 28,14 км² — суходіл та 0,31 км² — водойми.

## Демографія
Згідно з переписом 2010 року, у місті мешкали 33 534 особи в 13 294 домогосподарствах у складі 7872 родин. Густота населення становила 1179 осіб/км².  Було 15457 помешкань (543/км²).
Расовий склад населення:
| - 71,4 % — білих - 20,4 % — чорних або афроамериканців - 0,7 % — азіатів - 0,4 % — корінних американців - 1,6 % — осіб інших рас |

До двох чи більше рас належало 5,5 %. Частка іспаномовних становила 5,3 % від усіх жителів.
За віковим діапазоном населення розподілялося таким чином: 28,5 % — особи молодші 18 років, 61,2 % — особи у віці 18—64 років, 10,3 % — особи у віці 65 років та старші. Медіана віку мешканця становила 32,2 року. На 100 осіб жіночої статі у місті припадало 91,2 чоловіків;  на 100 жінок у віці від 18 років та старших — 87,0 чоловіків також старших 18 років.
Середній дохід на одне домашнє господарство  становив 39 227 доларів США (медіана — 28 087), а середній дохід на одну сім'ю — 43 760 доларів (медіана — 31 479). Медіана доходів становила 33 861 долар для чоловіків та 31 123 долари для жінок. За межею бідності перебувало 36,0 % осіб, у тому числі 52,2 % дітей у віці до 18 років та 11,0 % осіб у віці 65 років та старших.
Цивільне працевлаштоване населення становило 12 360 осіб. Основні галузі зайнятості: освіта, охорона здоров'я та соціальна допомога — 23,3 %, виробництво — 18,1 %, роздрібна торгівля — 13,2 %, мистецтво, розваги та відпочинок — 10,9 %.